# 長井貞重
長井 貞重（ながい さだしげ、文永9年（1272年）- 元徳3年2月12日（1331年3月21日））は、鎌倉時代後期の人物、鎌倉幕府の御家人。長井氏の庶流、六波羅評定衆家（泰重流）の当主。

## 概要
長井頼重の子として生まれる。のち元服に際して、北条氏得宗家当主（鎌倉幕府第9代執権）の北条貞時より偏諱を受け、貞重と名乗る。
長井氏一族は、嫡流である長井泰秀の系統が関東に住したのに対し、庶流であった泰重の系統は京都に住して六波羅探題の下で評定衆を務めるなど重要な地位を占めていた。
泰重の孫にあたる貞重も京都に住し、父・頼重から評定衆と備後国守護職を引き継いだ。これらに加え、生涯の間で掃部助、縫殿頭に任官さた。
主な活動としては、永仁3年（1295年）と嘉元2年（1304年）の小五月会流鏑馬に加わっており。文保2年（1318年）2月には六波羅の使者（東使）として、関東申次を務める西園寺家に赴き、公武の折衝役を務めたことが伝わっている。これよりまもなく元応2年（1320年）の段階では貞重が備後守護であったことが確認できる。
『常楽記』によれば、元徳3年（1331年）2月12日に60歳で死去したという。
弟に長井貞頼と長井運雅、子には長井高広（たかひろ）と、僧となった勝深（しょうしん、平左衛門督律師）がいたようだが、評定衆は弟の貞頼が継いでおり、理由は不明ながら家督は貞頼の系統に移ったものとみられる。貞頼の系統は後に毛利氏より養子を受けて安芸福原氏となった。